# Liste des records du monde juniors de cyclisme sur piste
Cet article présente la liste des records du monde réalisés par les juniors (17/18 ans) en cyclisme sur piste et reconnus par l'Union cycliste internationale (UCI).

## Hommes
| Épreuve                                         | Record         | Cycliste                                                      | Pays             | Date           | Compétition                               | Lieu                    | Ref   |
| ----------------------------------------------- | -------------- | ------------------------------------------------------------- | ---------------- | -------------- | ----------------------------------------- | ----------------------- | ----- |
| Sprint sur 200 mètres, départ lancé             | 9,738 s        | Stefan Ritter                                                 | Canada           | 7 octobre 2016 | Championnats panaméricains                | Aguascalientes, Mexique | [ 1 ] |
| Sprint sur 500 mètres, départ lancé             | 26,969 s       | Alexandre Khromykhe                                           | Union soviétique | 9 août 1990    |                                           | Moscou, Russie          | [ 2 ] |
| Kilomètre contre-la-montre, départ arrêté       | 59,875 s       | Tayte Ryan                                                    | Australie        | 25 août 2024   | Championnats du monde de cyclisme juniors | Luoyang, Chine          | [ 3 ] |
| Sprint sur 750 mètres par équipes départ arrêté | 43,789 s       | Colin Rudolph Pete-Collin Flemming Jakob Vogt                 | Allemagne        | 23 août 2023   | Championnats du monde juniors             | Cali, Colombie          | [ 4 ] |
| Poursuite individuelle sur 3 000 mètres         | 3 min 4 s 161  | Wil Holmes                                                    | Australie        | 23 août 2024   | Championnats du monde de cyclisme juniors | Luoyang, Chine          | [ 5 ] |
| Poursuite par équipes sur 4 000 mètres          | 3 min 51 s 199 | Davide Stella Ares Costa Christian Fantini Alessio Magagnotti | Italie           | 22 août 2024   | Championnats du monde de cyclisme juniors | Luoyang, Chine          | [ 6 ] |

## Femmes
| Épreuve                                         | Record         | Cycliste                                              | Pays             | Date            | Compétition                               | Lieu                              | Ref    |
| ----------------------------------------------- | -------------- | ----------------------------------------------------- | ---------------- | --------------- | ----------------------------------------- | --------------------------------- | ------ |
| Sprint sur 200 mètres, départ lancé             | 10 s 508       | Stefany Cuadrado                                      | Colombie         | 9 août 2024     | Jeux olympiques                           | Saint-Quentin-en-Yvelines, France | [ 7 ]  |
| Sprint sur 500 mètres, départ lancé             | 30 s 230       | Svetlana Potemkina                                    | Union soviétique | 27 octobre 1991 |                                           | Moscou, Russie                    |        |
| Contre-la-montre sur 500 mètres, départ arrêté  | 33 s 812       | Luo Xuehuang                                          | Chine            | 26 août 2023    | Championnats du monde juniors             | Cali, Colombie                    | [ 8 ]  |
| Kilomètre contre-la-montre, départ arrêté       | 1 min 8 s 092  | Erin Boothman                                         | Grande-Bretagne  | 18 juillet 2025 | Championnats d'Europe juniors             | Anadia, Portugal                  | [ 9 ]  |
| Sprint sur 500 mètres par équipes départ arrêté | 33 s 899       | Pauline Grabosch Emma Hinze                           | Allemagne        | 19 août 2015    | Championnats du monde juniors             | Astana, Kazakhstan                | [ 10 ] |
| Sprint sur 750 mètres par équipes départ arrêté | 48 s 835       | Lu Minying Luo Shuyan Shi Yi                          | Chine            | 22 août 2024    | Championnats du monde de cyclisme juniors | Luoyang, Chine                    | [ 11 ] |
| Poursuite individuelle sur 2 000 mètres         | 2 min 15 s 678 | Federica Venturelli                                   | Italie           | 26 août 2023    | Championnats du monde juniors             | Cali, Colombie                    | [ 12 ] |
| Poursuite individuelle sur 3 000 mètres         | 3 min 30 s 735 | Erin Boothman                                         | Royaume-Uni      | 29 juillet 2025 | Championnats de Grande-Bretagne juniors   | Manchester, Angleterre            | [ 13 ] |
| Poursuite par équipes sur 3 000 mètres          | 3 min 24 s 372 | Georgia Baker Taylah Jennings Kelsey Robson           | Australie        | 22 août 2012    | Championnats du monde juniors             | Invercargill, Nouvelle-Zélande    | [ 15 ] |
| Poursuite par équipes sur 4 000 mètres          | 4 min 20 s 376 | Phoebe Taylor Abigail Miller Erin Boothman Evie Smith | Royaume-Uni      | 16 juillet 2025 | Championnats d'Europe juniors             | Anadia, Portugal                  | [ 16 ] |